# Radkov (ort i Tjeckien, Pardubice)
Radkov är en ort i Tjeckien.   Den ligger i regionen Pardubice, i den östra delen av landet, 170 km öster om huvudstaden Prag. Radkov ligger 326 meter över havet och antalet invånare är 125.
Terrängen runt Radkov är kuperad åt sydost, men åt nordväst är den platt. Radkov ligger nere i en dal.Runt Radkov är det ganska glesbefolkat, med 47 invånare per kvadratkilometer. Närmaste större samhälle är Svitavy, 19,8 km väster om Radkov. Trakten runt Radkov består till största delen av jordbruksmark.